# Allium pentadactyli
Allium pentadactyli är en amaryllisväxtart som beskrevs av Brullo, Pavone och Spamp. Allium pentadactyli ingår i släktet lökar, och familjen amaryllisväxter.
Artens utbredningsområde är Italien. Inga underarter finns listade i Catalogue of Life.